# クイズ世界はSHOW by ショーバイ!!
『クイズ世界はSHOW by ショーバイ!!』（クイズせかいはショー・バイ・ショーバイ）は、1988年（昭和63年）10月12日から1996年（平成8年）9月25日まで、日本テレビ系列で放送されていたクイズバラエティ番組である。毎週水曜日の20:00 - 20:54（日本標準時）に放送された。
後に番組タイトルが1994年10月19日の放送から『新装開店!SHOW by ショーバイ!!』（しんそうかいてんショー・バイ・ショーバイ）、1995年10月18日の放送から『新装開店!SHOW by ショーバイ2』（しんそうかいてんショー・バイ・ショーバイ ツー）と改められた。通称は『SHOW by ショーバイ!!』または『ショーバイ!!』。

## 概要
1988年に日本テレビ内で立ち上がった「日本テレビクイズプロジェクト」の第1弾として企画された番組で、本番組のテーマは「商売」。現代の世界と日本における多種多様でユニークな職業や商売を現地取材によるレポート、その中の物事に関することをスタジオの司会者と解答者によるトークとクイズ形式で紹介した。世界の情報紹介にクイズのゲーム性を加味し、番組の要素とした。番組タイトルの意味は、初代司会者の逸見政孝によれば「世界は商売によるショー（SHOW）である」といい、この番組の製作姿勢を表すものである。
本番組では番組自体を店とみなし、司会の逸見が「店長」（逸見没後の1994年3月16日の放送からは福澤朗、福澤の愛称は「若旦那」）、代理司会者が「店長代理」、渡辺正行が「大番頭」、得点を「ショーバイマネー」、トップ賞を「売り上げNo.1」と呼称する。得点は「売上金」と見立てて「萬」（=万円）という単位が使われた。
海外取材には日本航空が協力しており、毎回、筆記問題のうち1問の冒頭で日本航空の航空機が飛んでいる映像が流れた。

### 番組内の台詞
さぁ、みんなで考えよう!
クイズ出題後、シンキングタイムへ入る際の掛け声。第1回放送の第1問で、逸見がこのフレーズを言った瞬間スタジオ内に笑いが起き、野沢にその様子を真似された。ポーズは開始から暫くは片手を出すだけだったが、後に大きくフルスイングするような動きになった。
ミリオーンスロット!/ラスト、スロット!
ミリオンスロット（ラストスロット）を回す際の掛け声。ポーズは開始から暫くは片手を出すだけ（ガッツポーズに近い構図、逸見は番組第1回放送の2回目のスロットを回す際には、手でお金のマークのポーズを取っていた）だったが、後に全身を使って大きくガッツポーズを取ったまま上下（ミリオーンあるいはラストで腕を高く上げて、スロット!で下ろす）するような動きになった。

## 出演者

### 司会

#### レギュラー司会
- 逸見政孝（初代店長/いっつみい（It's Me）/1988年10月12日 - 1993年9月8日）
- 渡辺正行（大番頭/ナベどん/1988年10月12日 - 1996年9月25日） - 初回から最終回まで出演した唯一の人物。
- 福澤朗（2代目店長/若旦那/1994年3月16日 - 1996年9月25日） - 逸見時代に解答者、ならびに逸見の死去後に店長代理として出演歴がある。
- 久本雅美（看板娘/1995年1月18日 - 1996年9月25日）解答者から司会に昇格。

#### 代理司会
逸見の1回目のガン摘出手術に伴う短期入院（1993年2月24日）の際には「一日店長」として、およびガン治療による降板から福澤の2代目店長就任まで（1993年9月22日 - 1994年3月9日）の期間に「店長代理」として司会を務めた。
- 山城新伍（1993年2月24日、9月22日、12月22日の通算3回）
- 島田紳助（1993年9月29日、12月1日、12月15日、1994年1月19日、2月2日、3月2日の通算6回）
- 板東英二（1993年10月20日、1994年1月12日の通算2回）
- 古舘伊知郎（1993年10月27日、1994年1月26日の通算2回）
- 高田純次（1993年11月3日の通算1回）
- ジャイアント馬場（1993年12月15日の通算1回※）
- 蛭子能収（1993年12月22日の通算1回※）
- 福澤朗（1994年2月9日、2月16日、2月23日、3月9日の通算4回。後に2代目店長に就任）
- 渡辺正行（1993年10月13日、12月29日の通算2回。※いずれも逸見不在の対抗特番時。その際の大番頭代理は明石家さんま）

※馬場と蛭子は、第1問・第2問のみ、彼らが司会を務めている間はそれぞれ紳助、山城が代わりにパネラー席に座り解答を行った。
これとは別に、1989年12月20日放送分では、大番頭役の渡辺が当時の2枠レギュラー解答者であった野沢直子と第1問・第2問の間だけ役割を入れ替わったことがある。

### 解答者

#### レギュラー解答者
- 山城新伍（1988年10月12日 - 1996年3月13日）
- 野沢直子（1988年10月12日 - 1991年4月3日、番組卒業後の1994年3月16日放送の『新装開店スペシャル』にもゲスト解答者として出演）
- 山瀬まみ（1991年4月24日 - 1994年3月9日）
- 高田純次（1991年10月30日 - 1996年9月25日、それ以前も不定期出演。なお、1993年2月24日と同年12月22日の放送のみ1枠）
- 清水圭（1994年3月16日 - 1996年9月25日、それ以前も不定期出演）
- 久本雅美（1994年9月14日 - 1995年1月11日、翌週の同年1月18日放送分からは司会者として出演）
- 井森美幸（1994年9月14日 - 1996年9月25日）
- 上岡龍太郎（1995年3月15日 - 1996年9月25日、それ以前も不定期出演）
- グレートチキンパワーズ（1996年4月24日 - 1996年9月25日、それ以前も不定期出演）

#### 不定期出演者
- ジャイアント馬場
- 蛭子能収
- 川合俊一
- 羽野晶紀
- 安部譲二
- 芳村真理
- 玉村豊男
- 四方義朗
- ヒロミ
- 中畑清
- 江川卓
- 峰竜太
- 杉本彩
- 中村あずさ
- 吉村明宏
- 若松親方
- 高木美保
- 美川憲一
- 安岡力也
- C.C.ガールズ
- きよ彦
- 志茂田景樹
- 山本益博
- 関根勤
- 飯島愛
- キャイ〜ン
- 風見しんご
- トミーズ雅
- ジミー大西
- 清水ミチコ
- ダンプ松本
- 山口智子
- 稲川淳二
- 西田ひかる
- 森川由加里
- 田代まさし
- 榊原郁恵
- 小林幸子
- 加藤紀子
- 神田うの
- 丹波哲郎
- 浅野ゆう子
- 横山やすし
- 和田アキ子
- 三宅裕司
- ジェームス三木
- 柏原芳恵
- 堀内恒夫
- 山口敏夫
- 岡江久美子
- 藤田朋子
- 沢口靖子
- 鈴木保奈美
- 細川隆一郎
- 斉藤由貴
- デーモン小暮
- アグネス・チャン
- 紺野美沙子
- 佐野量子
- 所ジョージ
- 髙嶋政宏
- 徳光和夫
- 片岡鶴太郎
- ケント・デリカット
- 東ちづる
- 森末慎二
- 中島啓江
- 石田ひかり
- ラサール石井
- 岡本夏生
- 田中律子
- マイケル富岡
- 松本明子
- 松居直美
- 生島ヒロシ
- 風間トオル
- 千堂あきほ
- 三波春夫
- 城戸真亜子
- 美輪明宏
- 布施明
- 桂三枝
- 清水アキラ
- 蓮舫
- ルー大柴
- 森脇健児
- かとうれいこ
- 田中義剛
- 宝田明
- 長野智子
- コロッケ
- Mi-Ke
- 小川知子
- 山咲千里
- 井上晴美
- 秋吉久美子
- 赤井英和
- 松村邦洋
- 森口博子
- 設楽りさ子
- 奥山佳恵
- 有賀さつき
- 大地康雄
- 中嶋朋子
- 常盤貴子
- 出川哲朗
- 小松千春
- 内村光良[注 2]
- 北野大
- 大塚寧々
- 渡辺満里奈
- マルシア
- 川島なお美
- 大東めぐみ
- ローリー寺西
- 高橋慶彦
- 冨士眞奈美
- 小柳ルミ子
- 大澄賢也
- 鈴木杏樹
- 今田耕司
- 武田鉄矢
- ホンジャマカ
- 桑野信義
- あべ静江
- 高橋由美子
- 大竹まこと
- 宝生舞
- 神田利則
- 濱田マリ
- 高松英郎
- 東野幸治
- 中村玉緒
- 武田久美子
- 赤坂泰彦
- 麻丘めぐみ
- 立河宜子
- バカルディ
- 千葉麗子
- 瀬川瑛子
- 斉藤慶子
- 渡辺典子
- 河野景子
- パンチ佐藤
- 辺見えみり
- 朝丘雪路
- ヨネスケ
- 菅野美穂
- よゐこ
- 加藤茶
- 竜雷太
- 雛形あきこ
- Mr.オクレ
- 梅宮辰夫
- 千秋
- リサ・ステッグマイヤー
- 笑福亭笑瓶
- 鈴木紗理奈
- 高橋英樹
- 三浦理恵子
- 瀬戸朝香
- 織田無道
- 橋幸夫
- つんく
- 吉野公佳
- 荒木定虎
- 山崎邦正
- 細川直美
- 三井ゆり
- 羽田惠理香
- 林マヤ
- 国生さゆり
- 薬師寺保栄
- 増田明美
- 麻木久仁子
- 渡嘉敷勝男
- アジャ・コング
- 池谷幸雄
- 長山洋子
- 立花理佐
- 柳沢慎吾
- 富田靖子
- ダウンタウン
- 宮本和知
- 大久保博元
- 舞の海
- 堂本光一
- 山田邦子
- 安達祐実
- シェイプUPガールズ
- 秋野暢子
- 池畑慎之介
- 袴田吉彦
- 梅宮アンナ
- 遠山景織子
- 羽賀研二

ほか

#### 特番レギュラー解答者
- 明石家さんま（1990年年末 - 1994年春 ※1992年春はVTR出演のみ）
- 間寛平（1991年春 - 1993年春 ※一度だけ通常放送にも出演した）

## セットの変遷

### 司会者席
初代
回転板のセットで、その側に司会者席のミリオンスロット。回転板には「クイズ世界はSHOW by ショーバイ!!」と書かれており、文字色は「クイズ世界は」と「by」の文字は赤（第1回はピンク）、「SHOW」と「ショーバイ!!」は番組開始当初は紺色だったが、1988年12月21日の放送から青色に変更された。
2代目
背後の回転板セットと司会者席が丸みを帯びたセットに新調された。1994年9月14日放送の200回記念スペシャルでは回転盤板部分がモニターに変更、画面には冒頭の番組ロゴが表示され、背景部分が常にアニメーションされていた。
3代目
本格的にモニターセットとなり、新調したものに変更。1995年10月からミリオンスロットの廃止に伴い、モニターの無い新たなテーブルに新調された。
4代目
モニターセットからワイド型モニターになった。

### 解答者席
初代
5人制。解答席後方には電卓を模した得点表示盤があり、解答席ごとに電卓のキーの色が異なる。得点表示盤は7桁の赤デジタルで表示され、メインの上3桁のデジタルが大きく、得点表示に使われない下4桁の表示が小さく表示され、周りに赤い電球で装飾されている。得点ボードの上部左側には番組ロゴにも使われているミリオンスロットの50萬の出目、下部右側には「SHOW by ショーバイ!!」のロゴが描かれている。解答席にはミリオンスロットを表示するモニターと、ミリオンスロットを止める赤いボタン、解答を書くフリップボードとペン、フリップを立てるスタンドがあった。解答者席後方の背景のセットが何度か変わっている。1990年4月25日の放送から早押しクイズの導入に伴い、解答席の机に早押し用の黒いボタン、お手つきを表す「×」の札が追加され、ネームプレート横左右の銀色の球状の装飾が赤い早押しランプに変わった（ただし、当初は早押しクイズの時のみ解答者の前に解答権を表すパトライトが置かれた）。
2代目
1992年7月8日の放送から6人制増設に伴い、デジタルの下部右側にV.S.O.P.ランプを設置、デジタルの下部左側に「SHOW by ショーバイ!!」の文字が移動。後に「みんなの中に私はいます」クイズのお手つきを表す「一回休み」の札が追加された。
3代目
6人制のままで、解答者席全体が丸みを帯びたセットに新調されミリオンスロットがスーパーミリオンスロットに変更。得点表示盤の装飾が電球からネオンに代わり、電卓のキーの部分も電飾になり点滅するようになった。
4代目
2人1組のペア×5枠の10人制に伴い新調。この代から電卓を模したバックのランプ横の「SHOW by ショーバイ!!」の部分が、50萬の出目に変わっている。
5代目
ミリオンスロットとペア制が廃止、8人制になり得点ボード下4桁や電卓のボタン部分が減りコンパクトになった。1996年1月10日の放送から電光掲示板が4桁表示になった。最終回は2人1組のペア×6枠の12人制だった。

## 番組のあゆみ

### 逸見政孝店長時代
逸見は番組が開始された1988年3月末にフジテレビを退職し、フリーとなった後では最初の他局でのレギュラー番組だったが、この番組でキャラクターが開花し、番組と共に一躍人気者となった。またレギュラー解答者の山城が、第1回放送から逸見の敵役を演じ、あらゆる場面で彼らの掛け合いが行われた。この掛け合いが後に行われる特番において、逸見と山城をキャプテンとする「逸見チーム」VS「山城チーム」へのチーム対決へと発展した。
番組では週ごとにテーマが設定され、日本および日本以外の2-3か国からそのテーマに関するクイズが出題された。番組開始当初から1989年10月ごろまでは基本的に毎回扱う職業を1つに絞り「世界の○○」というようなテーマ（○○にはその週ごとの職業が入る。第1回は「世界のタクシードライバー」）を設けていたが、後に職業を1つに限定しなくなり、テーマも「○○の商売」という形になった。
視聴率は放送開始当初、TBSの『わくわく動物ランド』の影響でやや苦戦していたが、番組開始から2年が経過した1990年の冬には視聴率20%を割る回のほうが少なくなるまでに上昇。1991年から1992年ごろには常に高視聴率をキープした。
逸見自身は「15%の視聴率を狙いたい」と語っていたが、1991年には年間平均視聴率が21.2%に達し、バラエティ・音楽番組部門の平均視聴率ベスト10で第1位となった。最高視聴率は同年の4月24日に記録した26.9%である（ビデオリサーチ調べ、関東地区）。
1992年12月30日の特番『クイズ年末はSHOW by ショーバイ!!』は、逸見チームが負けた場合には司会（店長）の座を山城に譲るというルールで行われた。このため、店長交代の可能性もあったが、同特番では「逸見チーム」の勝利となった事で逸見は店長の座を守った。

### 店長代理時代
1993年9月6日、逸見がスキルス胃がんを患っていることを緊急記者会見で公表、翌日から入院・闘病生活に入った。その2日後の8日放送分で逸見出演分の収録ストックは切れており、これを最後に逸見は実質番組を降板。その日の放送のラストには「逸見さん 病気に負けないでがんばって下さい SHOW by ショーバイ スタッフ一同」というテロップが挿入された。逸見の番組復帰を想定し、同年9月22日から12月22日までの間、この時点では正式な2代目店長を立てず、毎回異なる司会者が店長代理を務め、特番でも逸見が不在ながらも「逸見チーム」のまま継続。この時は渡辺が店長代理として、逸見・渡辺と親交があり特番時には毎回出演していた明石家さんまが大番頭代理としてチームを引っ張った。また、店長代理時代の番組宣伝CMは、CM最後にその週の店長代理を務める者が「今週は私が店長代理です。さぁ、みんなで考えようー!」というフレーズを渡辺とともに述べて締めていた。
しかし同年12月25日、復帰が願われていた逸見が死去。亡くなる11日前の12月14日に収録され、死から4日後の12月29日に放送された『クイズ年末はSHOW by ショーバイ!!』の冒頭では渡辺と山城が追悼コメント（後述する追悼番組と合わせて12月28日に収録）を述べ、番組のラストでは「逸見さんへ これからもSHOW by ショーバイを続けて行きます。天国で見守っていて下さい SHOW by ショーバイ 出演者、スタッフ一同」というテロップが挿入された。年が明けて1994年1月5日、逸見の告別式の翌日にあたる前年12月28日に収録され、逸見政孝追悼番組と題して放送した『クイズ世界はSHOW by ショーバイ!!逸見さんに捧げる逸見さんスペシャル』を経て、その後の3月9日放送分まで店長代理でつないだ。

### 福澤朗店長時代
1994年3月16日放送の『クイズ世界はSHOW by ショーバイ!!新装開店スペシャル』から2代目店長に福澤朗が正式に就任して逸見の後を受け継いだ。また、この回からセットなどがリニューアルされ、既存クイズのルール変更や新形式のクイズが増えた。
それ以前に、1994年2月9日放送から3月9日放送（3月2日放送分を除く）の期間では福澤が店長代理を務め、番組リニューアルの準備を進めた。
1994年10月19日放送分からは、番組名を『クイズ世界はSHOW by ショーバイ!!』から『新装開店!SHOW by ショーバイ!!』に改め、大幅なリニューアルを行うこととなる。これにより、番組開始当初から行っていたクイズの主題となる「今週のテーマ」ならびに「取材国」の発表などが廃止され、ミリオンスロットを使用しないクイズが増えた。
1995年1月18日放送分からは「看板娘」こと久本雅美が司会者に加入、司会陣は3人となる。
1995年10月18日放送分からは、番組名を『新装開店!SHOW by ショーバイ!!』から『新装開店!SHOW by ショーバイ2』へと再リニューアルした。番組開始当初からあったミリオンスロットが廃止され、体を使って解答権を得る一般常識クイズが登場。山城や馬場が降板するなど、番組本来のコンセプトが次第に失われていった。

### 番組終了とその後
1996年9月25日放送分をもって8年間にわたる『SHOW by ショーバイ!!』シリーズの歴史に幕を閉じた。初回から最終回までの全ての放送に出演したのは唯一、渡辺のみ。
なお、番組タイトルロゴの上下部分のキャラクター（「ミリオンスロット」の5萬と50萬の出目）は、番組終了後も1999年秋の『スーパークイズスペシャル』まで使われていた。
2001年12月29日に放送された『スーパースペシャル2001・20世紀のクイズ名場面そして今夜だけ大復活・マジカル頭脳パワー!!21世紀芸能界No.1頭脳決定戦スペシャル』内で、『クイズ世界はSHOW by ショーバイ!!』をはじめとする日本テレビのクイズ番組の名場面が放送された。
番組終了後から2011年まで「総集編」という形での特集は上記の1件のみあるものの、再制作は一度も行われていなかった。
2012年1月1日放送の『嵐にしやがれ 新春2時間半スペシャル』コーナー内にて、1夜限りの復活をすることとなった。ただし、この時の復活版は「何を作っているのでしょうか?」、「世界のアナウンサー早押しクイズ」のみが再現された。お手つきを表す「×」や「1回休み」札は無く、ミリオンスロットもなく、セットの回答席も初代をアレンジしたもので回答者も10人（5×2段）となっていた。このときは準レギュラー解答者だった蛭子、川合、峰が出演していた。

## クイズルールの変遷

### 『クイズ世界はSHOW by ショーバイ!!』時代初期-中期（逸見店長時代-店長代理時代）
解答者席にテレビモニターの「ミリオンスロット」と呼ばれるスロットマシンを設置。問題ごとに解答者がスロットの回転をストップボタンを押して止め「ショーバイマネー」（得点）を決定、正解で表示されたショーバイマネーを得点分として獲得できる（ただし、筆記クイズでは不正解だが、正解に近い解答の場合は逸見の裁量により、出したショーバイマネーの半額、または1萬などが与えられたことがあった）。そのため、この番組の大きな特徴として「同じ問題に正解しても獲得するショーバイマネーが異なる」という点が挙げられる。スロットは筆記クイズの場合はシンキングタイム後に行われ、早押しクイズの場合はクイズの出題直前に行われる。このミリオンスロットのシステムはタイトーが制作した。またスロットは下から上に向かって回転する。
最終問題の「ラストクイズ」は、正解者のみが司会者席のミリオンスロットを使用して「ラストスロット」に挑戦する。ラストスロットには、解答者席にある出目の他に「100萬」が加わっている。そのため、たとえそれまで1問も正解していなくてもラストクイズのみの正解でゴールドプレート獲得のチャンスがある。また、正解者が2人以上いる場合はそれまでに獲得しているショーバイマネーの低い順にスロットを回すため、例えばトップが90萬で「あと10萬を出せばゴールドプレート獲得」という局面になっても、他の解答者が横取り40萬を出してゴールドプレート獲得を阻止し、逆転で売り上げNO.1となるケースもあった。また、ラストスロットには途中から出すとそれまでのショーバイマネーが全て没収される「破産」の出目も加えられ、売り上げトップでラストクイズに正解した解答者が破産を出して自滅したケースもあった。
売り上げ合計が100萬に達した解答者が出なかった場合、合計金額が最も多かった解答者は「売り上げNo.1」となり、ナゲット金貨（1988年10月 - 1989年3月）や中国政府発行のパンダ金貨（1989年4月 - 1990年8月）、三菱金属→三菱マテリアルのゴールドバー（1990年9月 - 最終回）などの賞品が授与される。
さらに、売り上げが100萬に到達した時点で番組特製・時価100万円相当の純金製「ゴールドプレート」（表面に番組のロゴが刻印されてケースに収められている）が贈られ、ゴールドプレートの獲得を解答者の目標としていた。なお、売り上げが200萬に達するとゴールドプレートが2枚贈られるルールもあったが、達成者はいなかった。
また、1994年1月19日放送分からは、売り上げが80萬以上100萬未満の解答者全員に、協賛航空会社であるJALの「ひとっ旅クーポン」が副賞として贈呈されるようになった。
解答者は、番組開始当初は5人であったが、1992年7月8日放送分で6人に増設された。
得点（売り上げ）単位は「萬」で、ミリオンスロットの出目は当初、「5萬」「10萬」「20萬」「30萬」「50萬」の5種類。司会者席には、これらに加えて「100萬」が存在した（番組開始当初は通常のミリオンスロットにも「100萬」が存在したが、すぐに削除された）。後に以下の出目が追加された。
- 横取り40萬：1991年4月3日放送の『4月は人気番組でSHOW by ショーバイ!!』より導入された出目。この出目で正解すると他の解答者1名から40萬を横取りして自分のショーバイマネーにすることができる。指名された解答者はショーバイマネーを表示する電光掲示板のライトが効果音とともに点灯し、横取り行為終了後に消える。ショーバイマネーを40萬以上持っている解答者がいない場合、導入当初はその時点で獲得しているショーバイマネー分しかもらえないルールで、途中から逸見がポケットマネーから不足分を出していたが、1992年1月15日放送分で視聴者からポケットマネー廃止を求める手紙（2通）が届いた事を挙げ、結局当初のルールに戻された[注 7]。また、1994年3月16日に福澤が2代目店長に就任するまでは、売り上げ100萬以上達成者からは横取りが不可能だった。
- 破産：1992年9月16日放送分より司会者席のミリオンスロットに導入された出目。この出目を出すと、それまで獲得していたショーバイマネーが全て没収されて0になる。ちなみに逸見店長時代から店長代理時代は涙付きで回転しており、この出目を出すと、涙と「破産」の文字が点滅する状態だったが、福澤が2代目店長に就任してからは涙の出ていない状態で回転しており、この出目を出すと涙のみ点滅するという状態に変わった。
1992年9月16日放送分から1994年4月13日放送分までの通常放送では、破産を出した解答者のショーバイマネーをラストクイズ不正解の解答者全員に等分した金額が与えられていた[注 8]。この分配制度はレギュラー版でのみ適応し、特番では行われなかった。
破産を出して没収されたショーバイマネー最高額は、通常放送では1994年3月16日放送の『クイズ世界はSHOW by ショーバイ!!新装開店スペシャル』で清水圭が破産を出した際に没収された150萬、『スーパークイズスペシャル』では1994年10月5日放送の『秋は人気番組で!!SHOW by ショーバイ世界まる見えマジカル頭脳で笑ってヨロシク特ホウ王国』で『新装開店!SHOW by ショーバイ!!』チームの山城新伍が破産を出した際に没収された390萬、特番では1993年12月29日放送の『クイズ年末はSHOW by ショーバイ!!』で山城チームの高田純次が破産を出した際に没収された1110萬である。

### 『クイズ世界はSHOW by ショーバイ!!』時代後期（福澤店長時代初期）
2代目司会者に福澤が就任した1994年3月16日の放送から「ミリオンスロット」が「スーパーミリオンスロット」にバージョンアップし、解答者席のミリオンスロットにも「100萬」が出るようになった。また、新ルールとして「ショーバイマネーマイナス制」が導入され、横取り40萬で正解した場合、40萬以上持っていない解答者からも40萬分を横取りできるようになった（横取りされた解答者は不足分がマイナスで表示される）。また横取り40萬で正解した場合、逸見店長時代には不可能だった売り上げ100萬以上達成者からの横取りも可能になり、それに伴いゴールドプレート獲得の条件も最終的にショーバイマネーが100萬以上でないと獲得出来ないルールに変更された。新セットになってからはシンキングタイム時、スーパーミリオンスロット回転時に得点ボードの電光掲示板、電卓を模したバックのランプ、ミリオンスロット縁のランプが点滅するようになった（のちにシンキングタイム時は電卓ボタンを模したランプのみ点滅）。スーパーミリオンスロットには新たに以下の出目が追加された。
- 差し上げ25萬：この出目で不正解になると、他の解答者1名に自分が獲得しているショーバイマネーを25萬あげなければならない（正解すれば自分に25萬が入る）。25萬以下しか持っていない場合は横取り40萬同様、25萬分あげて不足分はマイナスで表示された。また、横取り40萬を出して正解した解答者と差し上げ25萬を出して不正解だった解答者が同時にいる場合は、差し上げを先に処理した後に誰から横取りするかを決めさせた。
  - 同年9月14日放送の『クイズ世界はSHOW by ショーバイ!!200回記念スペシャル』から差し上げ制度が廃止されて、ただの25萬となった。また、1994年3月30日に放送された番組対抗特番『春は人気番組で!!SHOW by ショーバイ世界まる見えマジカル頭脳で笑ってヨロシク』では司会者席のみがスーパーミリオンスロットになったが、正解者しか叩かないので差し上げのルールは関係ない為、出現しても特に説明されなかった。
- 200萬：司会者席のミリオンスロットにのみ追加された出目。売り上げが0以上の状態で出せばゴールドプレート2枚獲得のチャンス、また、売り上げがマイナスからでもこの出目を出せばゴールドプレート獲得の可能性がある。
  - ただし、『クイズ世界は』時代のラストスロットでこの200萬が出たことは一度も無く、この出目によって逆転でゴールドプレートを獲得したというケースは無かった。司会者席のスロットで200萬の出目が出たのは『新装開店!』時代になってからの1994年11月30日放送分の1回のみで、出したのは「迷って選んで3択クイズ」のコーナーで解答者に代わって挑戦した福澤朗であった。

ラストスロットで破産を出した場合のショーバイマネーの分配が行われたのはリニューアル初回の3月16日放送分のみで、以降は分配制度は廃止され、破産を出した解答者の売り上げが0になるのみとなった。
また、副賞のひとっ旅クーポンの獲得条件が売り上げ80萬から10萬アップして90萬になった。
また、横取り40萬を出した解答者が売り上げ100萬を超えている解答者から横取りしてゴールドプレート獲得を阻止した場合、横取りした解答者にひとっ旅クーポンが与えられるルールが告げられたことがあるが、実行はされなかった。

### 『新装開店!SHOW by ショーバイ!!』時代（福澤店長時代中期）
1994年10月19日放送分から番組タイトルが『クイズ世界はSHOW by ショーバイ!!』から『新装開店!SHOW by ショーバイ!!』になり、解答者は2人1組のペア×5枠の10人制となった（厳密には1994年9月14日放送の『クイズ世界はSHOW by ショーバイ!!200回記念スペシャル』からペア制になった）。ペアの組み合わせは、当初は「席決めカルタ」で決められていたが、1995年3月1日放送分からはあらかじめ決められた組み合わせとなった。改題と同時に、商売以外の話題やエピソードから出題されるクイズや、ミリオンスロットを使用しないクイズが増え、売り上げ100萬到達の賞品であるゴールドプレートも廃止された。賞品はラストクイズである「スーパージャックポットクイズ」にピタリ正解した場合のみ、それまでの売り上げと同額の純金、ならびにクイズで使用された器に入っている硬貨を器ごと獲得できるというものになった。これにより、それまでの売り上げが2位以下の解答者でもスーパージャックポットクイズにピタリ正解すれば優勝者扱いとなり、本来の売り上げNo.1の解答者は負け扱いとされるので、スーパージャックポットクイズがラストスロットにかわる番組の山場となった。一方で、司会者席にあるミリオンスロットは福澤が行う「ひとりスーパーミリオンスロット」や後に司会に加わる久本雅美が行う「マチャミリオンスロット」を除いて、ほとんど使用されなくなった。
1995年1月18日放送分からは久本がレギュラー解答者から司会に昇格し、福澤・渡辺を含めて司会陣は3人体制となった。
1995年2月1日放送分から時間短縮のために横取り40萬制度も事実上廃止された。このあともミリオンスロットに横取り40萬の出目は存在し、止まって正解した場合は横取り行為を行っていたが、放送ではカットされていた。
また、ショーバイマネーのインフレ化も起こり、解答者席のスーパーミリオンスロットは『クイズ世界は』時代には滅多に出なかった100萬の出目の出現率が大幅にアップして2組同時に100萬が出ることすら当たり前になり、さらにはミリオンスロットを使わず正解すれば無条件に100萬が得られるクイズが増えるなどして、『クイズ世界は』時代の通常放送では考えられなかった売り上げ300萬や500萬などが当たり前になった。

### 『新装開店!SHOW by ショーバイ2』時代（福澤店長時代後期）
1995年10月18日放送分より、番組タイトルが『新装開店!SHOW by ショーバイ!!』から『新装開店!SHOW by ショーバイ2』となってからは、解答者8人制の個人戦となり、番組開始当初からの名物であったミリオンスロットが廃止された。改名当初はさまざまなタイプのクイズを出題したが、2択クイズである「ギャンブルタイム」が登場するとそれをメインとした内容となった。「ギャンブルタイム」では、お色気路線の問題や出演者のゲーム対決の勝敗を予想する問題など、変り種の問題も数多く出題された。そして、1996年4月10日放送分からは体を使ったゲームが登場するなど、当初の番組趣旨である「商売」からはかけ離れた内容が多くなったが、商売を題材にしたクイズは一応出題されていた。
ギャンブルタイム導入によりさらにショーバイマネーのインフレが起こる。通常放送で獲得したショーバイマネーの最高額は1995年12月6日放送分で清水圭が獲得した2740萬。当時はショーバイマネーを表示する電光掲示板が3桁だったため、番組内では999萬であった。このことを受けて、翌1996年1月10日放送分より電光掲示板が4桁表示になった。
最低額は1996年3月13日放送分のジミー大西が記録した-700萬。

## スペシャル
本節では『スーパークイズスペシャル』内で実施されていたもの以外を取り上げる。

### 期末期首特番
春・秋の番組改編期と年末年始の年3回（1990年のみ4回）、基本2時間・年末年始は2時間半（1989年年始は1時間半）の特番が放送された。番組タイトルは放送の時期が反映され、それぞれ『クイズ正月はSHOW by ショーバイ!!』、『クイズ春満開SHOW by ショーバイ!!』、『クイズ秋本番SHOW by ショーバイ!!』、『クイズ年末はSHOW by ショーバイ!!』（特番開始当初から1990年までは、春の場合「4月は」（1989年春）または「春休みは」（1990年春）となっていた。また、秋も同様に「10月は」（1989年・1990年秋）となっていた）などと題された。
司会者の逸見政孝とレギュラー解答者の山城新伍をキャプテンとして「逸見チーム」と「山城チーム」に分かれてクイズを行う対抗戦形式。番組開始当初からの「クイズ番組初司会、人のよい逸見政孝」と「逸見にちょっかいを出してからかう解答者代表・山城新伍」という対決構図から発展したものであり、年間最高視聴率ランキングに毎年登場するほどの人気特番となった。
この特番ではレギュラー回では解答者として参加している山城が司会に回り、逸見と山城によるダブル司会の形で番組を進行する。レギュラー回で司会として参加している渡辺は逸見チームの解答者として参加。逸見、山城共に基本的には司会者の立場ではあるが、問題によっては問題と答えが本番前に教えられていない状態で他のチームメイトと一緒に解答を行う、いわば「司会兼任解答者」として出演した。
逸見が番組を降板して出演しなかった1993年の秋と年末の特番についてもチーム名は「逸見チーム」のままで、司会、及びチームキャプテンは渡辺正行が務め、通算での対戦成績もそれまでの逸見チームのものに合せて計上された。
福澤朗が2代目司会者に就任した1994年春と秋の特番は、福澤が率いる「福澤チーム」と「山城チーム」の対戦として同様の形式で行った。
番組タイトルが『新装開店!』になって以降の特番（1994年年末から）は解答者を男女に分けての紅白対抗戦、あるいは「山城チーム」と上岡龍太郎が率いる「上岡チーム」との対決となり、山城は解答者としてのみの出演、福澤ら司会者は司会に専念して解答者チームのメンバーに加わらなくなった。また、特番のタイトルも『新装開店!SHOW by ショーバイ!!』の後に「紅白年末大繁盛スペシャル」などとサブタイトルを付す形となった。
放送時間は基本的に春と秋には2時間（19:00 - 20:54）、年末年始には2時間半（18:30 - 20:54）だった（なお、1990年・1991年・1995年の年末は2時間だった）。
両チームの解答者数は5人（1989年正月 - 1990年秋）→6人（1990年年末 - 1992年春）→7人（1992年秋 - 1994年秋）と変遷。なお、1994年年末以降は両チームの解答者数が毎回変更された。ただし、1989年秋は番組途中に山城の提案で両チームへの書き問題で正解者の多いチームが相手チームから1人引き抜くというルールが追加された。このルールはこの回のみである。
1992年年末の特番は、逸見チームが負けた場合、逸見が山城新伍と司会の座を交代するというタイトルマッチとして行われた。結果は逸見チームが勝利し、逸見は司会の座を守った。

#### ルール
一方のチームから相手チームに出題する筆記問題（司会である逸見、山城もそれぞれ解答）や両チーム対抗の早押し問題、司会も含めた全員参加のウソつき4択などで対戦。問題が終わったら両チームそれぞれ、正解者の中から代表1名が司会者席のミリオンスロットに挑戦。出た金額×（そのコーナー内での）チームの正解者数の金額を加算（解答に応じて金額が決まっている順金クイズを除く）。
『新装開店!』時代の特番では殆どの問題で正解した際に獲得できるショーバイマネーが予め決まっており、スーパーミリオンスロットが使われる機会はほぼ無かった。
賞品は、当初はナゲット金貨などのレギュラー回で売り上げNo.1に与えられるものと同じものを優勝チーム全員に授与、後にチームに1つ番組特製100万円のゴールドプレートを授与するようになる。『新装開店!』以降の特番では賞品は100万円のゴールドプレートではなくなった。

#### 番組宣伝
1993年春までの特番の予告CMでは本編とは別にPR用の映像を収録しており、逸見と山城が様々なキャラクターに扮しコント仕立ての番組宣伝を行うのも恒例となった。また、引き立て役として司会の渡辺正行をはじめ、他の解答者も出演した。
- 1989年1月4日『クイズ正月はSHOW by ショーバイ!!』

山城と渡辺が司会者席に立っている所に、腕を縛られ口に猿ぐつわをされた逸見が割って入り、渡辺の手でこれを解かれた逸見と山城が口げんかを始める。「酷いじゃないですか!」と言う逸見に対し山城は「司会のあなたが酷いから代わってあげようって」と返す。逸見対山城の構図とダブル司会であることを印象付ける内容。
- 1989年10月11日『クイズ10月はSHOW by ショーバイ!!』 逸見牛若丸（牛若丸）VS山城弁慶（弁慶）
- 1990年1月3日『クイズ正月はSHOW by ショーバイ!!』 逸見スーパーマン（スーパーマン）VS山城バットマン（バットマン）

この時、逸見は家族を驚かそうとスーパーマンの格好のままで帰宅したという。また、この収録で逸見は宙吊りになった際に腰を痛めたため、その後数回のレギュラー放送分では座ったまま司会をしていた。
- 1990年3月28日『クイズ春休みはSHOW by ショーバイ!!』 逸見小次郎（佐々木小次郎）VS山城武蔵（宮本武蔵）

山城が宙吊りで上昇するも、船のいかだ（ウレタン製）の先端が折れるというハプニングが発生した。
- 1990年10月10日『クイズ10月はSHOW by ショーバイ!!』 逸見ジャイアンツ（読売ジャイアンツ）VS山城ライオンズ（西武ライオンズ）

この年のプロ野球日本シリーズが巨人VS西武だったため。なお、逸見と山城はともに熱烈な阪神タイガースファンである。
- 1991年3月27日『クイズ春満開SHOW by ショーバイ!!』 逸見アンパンマン（アンパンマン）VS山城ばいきんまん（ばいきんまん）、渡辺しょくぱんまん、野沢ドキンちゃん

本編では両チームのメンバー入場時、逸見チームは「アンパンマンのマーチ」、山城チームは「いくぞ!ばいきんまん」がBGMとして流れた。
ちなみにアニメ『それいけ!アンパンマン』が放送を開始したのは、本番組と同じ1988年10月である。
- 1991年10月9日『クイズ秋本番SHOW by ショーバイ!!』 逸見花田（貴花田）VS山城錦（小錦）、渡辺行司、山瀬呼出
- 1991年12月25日『クイズ年末はSHOW by ショーバイ!!』逸見4択ロースVS山城サンタクロース、渡辺トナカイ、山瀬クリスマスツリー

放送日がクリスマスだったことにちなんで。
- 1992年3月25日『クイズ春満開SHOW by ショーバイ!!』 逸見金太郎（金太郎）VS山城桃太郎（桃太郎）、渡辺熊、山瀬鬼、高田浦島太郎
- 1992年10月7日『クイズ秋本番SHOW by ショーバイ!!』 逸見ピーターパン（ピーターパン）VS山城フック（フック船長）、渡辺ワニ、山瀬海賊、高田ティンカーベル

CMのBGMは、この年の6月（アメリカでは前年の12月）に公開された映画『フック』のBGMが使用された。
- 1992年12月30日『クイズ年末はSHOW by ショーバイ!!』 「逸見政孝・ショーバイ司会降板!?」という情報に驚く出演者の表情と逸見VS山城 司会交代タイトルマッチ記者会見の様子を流すワイドショー風のCM
- 1993年4月7日『クイズ春満開SHOW by ショーバイ!!』 逸見、山城、渡辺が出演者のオファーを取っているという設定⇒「値段クイズ」登場という流れのCM

#### 特番内で付けられたニックネーム
- 「100萬男」：明石家さんまが1991年10月9日放送の『クイズ秋本番SHOW by ショーバイ!!』にて、ラストクイズ「いっつみいのウソつき4択」のラストスロットで100萬を出し、逸見チームを大逆転勝利に導いたことから名づけられる。
- 「破産男」：江川卓が1993年10月13日放送の『クイズ秋本番SHOW by ショーバイ!!』で「順金クイズ」、ミリオンスロットで「破産」を出したことからこの名がついた。同年12月29日放送の『クイズ年末はSHOW by ショーバイ!!』では、順金クイズで破産を引く。また、世界のホテルマン早押しクイズでは江川・ヒロミの2人が正解し、2人でミリオンスロットを押したが結果は5萬であった。しかし、この放送では最後の最後に山城チームの高田純次が破産を出したため逸見チームの大逆転勝利となった。

### その他のスペシャル
『史上最強クイズ番組決定戦 クイズ世界はSHOW by ショーバイ!!VSマジカル頭脳パワー!! 夢の対決!!』
1993年5月20日の『木曜スペシャル』にて放送された同じ日本テレビ系のクイズ番組『マジカル頭脳パワー!!』との番組対抗戦。クイズは両番組から出題され（得点加算にはSHOW by ショーバイ!!のミリオンスロットを使用し、得点単位もSHOW by ショーバイ!!の「萬」に統一された）、また両番組のセットも用意されて（司会者席から向かって左側がSHOW by ショーバイ!!のセット、右側がマジカルのセット。ただし、マジカル側のセットは配置の都合上、通常とは並びが逆であった）解答者同士のコートチェンジも行われた。優勝賞品も負けた番組の看板商品が勝った番組の出演者に贈呈されるルールだった（『マジカル頭脳パワー!!』チームが勝利した場合は「100万円のゴールドプレート」が、『クイズ世界はSHOW by ショーバイ!!』チームが勝利した場合は「マジカルミステリーツアー」がもらえる）。最終成績はクイズ世界はSHOW by ショーバイ!!チーム・525萬VSマジカル頭脳パワー!!チーム・550萬でマジカル頭脳パワー!!チームが勝利し、罰ゲームとして逸見政孝が同年7月3日に放送された『マジカル頭脳パワー!!』にゲスト出演した。また、その際に逸見との勝負に負けたヒロミが同年8月18日に放送された『クイズ世界はSHOW by ショーバイ!!』にADとして出演した。番組内では度々「第一回目の対決」という発言があったが、その後の逸見の逝去や番組内容の大幅な変更などの事情が重なってこの一回限りとなっている。
- 司会：逸見政孝・渡辺正行・板東英二・永井美奈子
- 出演
  - 『クイズ世界はSHOW by ショーバイ!!』チーム：山城新伍、山瀬まみ→羽野晶紀、高田純次、川合俊一、きよ彦、蛭子能収
  - 『マジカル頭脳パワー!!』チーム：所ジョージ、千堂あきほ、俵孝太郎、山咲千里、ヒロミ、間寛平→松本伊代

『クイズ世界はSHOW by ショーバイ!!逸見さんに捧げる逸見さんスペシャル』
1994年1月5日に放送された初代司会者（店長）・逸見政孝の追悼番組。クイズは出題されず、約5年間続いた逸見店長時代の名場面を振り返っていくという形式で番組が放送された。番組の途中からは逸見の長男である逸見太郎もゲスト出演。
ラストでは、「逸見さん 本当におつかれさまでした」というテロップと共に、最後の出演となった1993年9月8日放送分のシンキングタイムに入る際の「さぁ、みんなで考えようー!」の掛け声を笑顔で叫ぶ逸見の映像が挿入された。
- 司会：山城新伍・渡辺正行
- 出演：山瀬まみ、高田純次、ジャイアント馬場、川合俊一、蛭子能収、峰竜太
- ゲスト出演：逸見太郎

『8年間ありがとう!SHOW by ショーバイ!!大感謝スペシャル』（最終回スペシャル）
1996年9月25日に放送された最終回スペシャル。当時のレギュラー解答者に加えて、降板していた山城が解答者として出演し、ジャイアント馬場も全日本プロレスの自身の試合が終わってからスタジオに駆けつけた。その他にも野沢がVTR出演した他、山瀬まみ・キャイ〜ン・浅野ゆう子・蛭子能収・立川志の輔が花束を、明石家さんまと島田紳助が花輪を贈った。クイズの内容は8年間にわたって放送された番組内での名珍場面集から出題され、エンディングでは山城が亡き逸見のことにも触れながら挨拶を述べ、最後は福澤・渡辺が視聴者に感謝し番組の最後を飾った。
最後の「スーパージャックポットクイズ」は1995年12月20日放送回で久本雅美がピタリ正解以後、実に9ヶ月間出なかったが、井森美幸がピタリ正解を出し、有終の美を飾った。
- 司会：福澤朗・渡辺正行・久本雅美
- 出演：山城新伍・井森美幸・ジャイアント馬場、上岡龍太郎・中村あずさ、高田純次・瀬戸朝香、清水圭・羽野晶紀、川合俊一・加藤紀子、リサ・ステッグマイヤー・グレートチキンパワーズ
- VTR出演：野沢直子

## 主なクイズ形式

### 通常問題（筆記式クイズ）

#### 今週のテーマからの出題
その週の取材国からのVTRが流れ、その週のテーマに関する問題を出題。解答者の答えを逸見が1枠から順（後に渡辺が指名した順）に見ていき、解答の理由を聞いていった。当時のクイズ番組のオーソドックスな形式であったが、このときの逸見と解答者のやり取りが人気を呼んだ。シンキングタイムに入る前の、司会者2人による「さぁ、みんなで考えよう!」という掛け声は番組を代表するフレーズとなり、番組のオープニングでも逸見（福澤）が自己紹介する前にこのフレーズを言っていた。1994年7月27日放送分をもって終了。
- 番組開始当初は全問が筆記問題で全5問（ラストクイズを含む）であったが、1990年4月25日放送分から早押しクイズが登場すると筆記問題の数が削減される。また、早押し導入以降、筆記問題を区別して「書き問題」と表現するようになった。オープニング早押しクイズ（後述）が登場した1992年2月19日放送分からは通常の書き問題は2問に減った。
- 番組が回を重ねるにつれ、4択を除く筆記問題においては、様々な手法のヒントが出された。

当初は「出しおしみヒント」（1988年11月16日放送分で初登場）として短くヒント映像を見せていたが、この発展型として「超ウルトライントロヒント」（1989年9月6日放送分で初登場）が誕生、筆記問題での定番となった。解答の参考になるVTRだが、長くても1秒程度しかヒント映像が流れない。冒頭、番組ナレーターである立川志の輔の「超ウルトライントロヒント!瞬きしてると見えないよー!」という前口上が流れた後、カウントダウンを経てヒント映像が流れた。のちに派生型として下記のバリエーションが作られた。
超ウルトライントロ音ヒント
1992年4月22日放送分にて使用。映像ではなく音声に重きを置いたバージョン。そのため、冒頭の志の輔の前口上は「おしゃべりしてたら聞こえないよ!」に変更されている。VTRに入る前のタイトルコールの後、逸見は人差し指を口に当て、一方の渡辺は左耳に左手を当てて解答者および視聴者に注意を促すポーズを取っていた。
超ウルトライントロWヒント
1992年10月7日放送の『クイズ秋本番SHOW by ショーバイ!!』にて使用。「超ウルトライントロヒント」と形式・前口上は同じだが、ヒント映像が連続して2本流れる（出題者である逸見・山城から個々にヒントを出していたという体裁のため）。
ウルトラ回転ヒント
1992年12月23日放送分にて使用。「超ウルトライントロ」シリーズと異なり15秒ほどヒント映像が見られるが、映像が回転しているのが特徴（回転速度は2段階で緩んでいき最後の数秒は静止）。回転中は円広志の「夢想花」の一節がBGMとして流れた（回転速度に応じて曲の再生スピードも変化）。冒頭の志の輔の前口上は「目が回らないように注意してね!」であった。
超ウルトラシャッターヒント
1993年7月28日放送分にて使用。こちらも「超ウルトライントロヒント」と形式・前口上は同じだが、カメラのシャッターが開いてヒント映像が一瞬見えるという体裁のため、通常版よりも映像がやや見づらくなっている。
- その他のヒント形式

ひとりじめヒント
1991年11月13日放送分で初登場。ヒントVTRの入ったポータブルビデオの視聴権利を5萬から1萬単位でセリにかけるというもの。解答者は自身の売上を元金に入札していき、最高入札額の解答者のみが視聴できる。入札額より多い売上を持っていない場合はショーバイマネーを前借りし、正解してショーバイマネーを得た際に返済することが出来るが、入札額と正解して得たショーバイマネーが同額で意味をなさなかった例や、不正解で借金を背負った例もあった。こちらも「超ウルトライントロヒント」同様、本当にヒントになるか分からない映像もあった。ヒント映像は視聴者にはワイプで公開していた。
ナベどんのホンイチヒント!!
1993年7月21日放送分で初登場。逸見店長時代末期から店長代理時代に用いられるようになった「超ウルトライントロヒント」に代わる、渡辺の名を冠したヒント。1問につき3つか4つの映像が連続で流れるが、正解につながるヒントは1つだけで残りの3つはウソであるため、解答者は本当のヒントがどれかを見分けて解答しなければならなかった。冒頭の前口上は「ウソのヒントに騙されないでね!」であり、渡辺が読み上げていた。
- いずれも問題の内容によって必要と判断される場合に流しており、毎回これらのヒントが用意されていたわけではない。
- 『スーパークイズスペシャル』では1992年春まで、期末期首特番では1993年末まで出題。『スーパークイズスペシャル』では1992年秋に書き問題が全チーム参加になったのに合わせ、選択肢の無い一般問題に代わり「ウソつき4択」を出題（1993年春も同様）。

#### 志の輔のショーバイ裏のウラのうら
1988年12月14日放送分から登場。番組のナレーターを務めていた立川志の輔が日本国内を取材して出題するクイズ。「志の輔のクイズを探せ!」と入れ替わる形で1989年12月13日放送分をもって終了。

#### 志の輔のクイズを探せ!
1989年12月20日放送分から登場した「志の輔のショーバイ裏のウラのうら」の続編。立川志の輔が取材をしてクイズになるネタを探すという設定。当初は問題終了後、クイズの内容を山城が採点し、その点数を視聴者プレゼントの応募で必要なキーワードとしていた。稀に、志の輔が取材をしたVTRからの出題ではなく、志の輔が司会者、解答者たちと同じスタジオに立ち会いやり取りを行い、その場でクイズを出題することもあった。早押しクイズの台頭にともない「オープニング早押しクイズ」と入れ替わる形で1992年2月12日放送分をもって終了。志の輔がクイズを出題するときの決め台詞は「今週もナーイス・クイズ!」。

### ラストクイズ
最終問題。当初は特別なコーナー名はなく、4択の問題が出題された（逸見はこれを「ウソつきクイズ」と呼んでいた）。ラストクイズでは正解者のみが司会者席にあるラストスロットに挑戦する権利を与えられた。掛け声は「ラスト、スロット!」

#### いっつみいのウソつき4択
「いっつみいのウソつき4択」という正式名称がついたのは、1989年4月12日放送の『クイズ4月はSHOW by ショーバイ!!』から。世界の4つの商売のうち1つだけ実在しないニセモノ、もしくは1つだけ実在するホンモノを当てるクイズ。
- 番組開始当初から、4つの選択肢から1つを選んで解答するという4択式の筆記問題は最低1問はあった。
- 当初は商売が実在するかしないかを問う問題に限らず、単に問題に対する選択肢を4つ提示し当てさせるパターンのものも「ウソつき4択」として出題されていたが、次第に互いに関係の無い4つの商売を提示しウソかホントかを当てさせる問題のみになり定着した。
- 正解の発表も一風変わっており、VTRに出演した商売の主人がゲーム対決をする映像を流して発表する場合（最終的に勝った人がホンモノなど）もあれば、VTRでは発表せず実はスタジオに正解が隠されている（解答席の椅子の裏に貼り付けてある、前述のADヒロミが持ってきた蛭子能収の鞄の中に、正解が書かれた紙がいつの間にか仕込まれていたなど）といった趣向のもの、とんでもないものではすでに出題の時点で正解であることを匂わせているもの（ニセモノを当てる問題で、「スデソウ・ガシタワ」さんが商売を紹介→逆から読むと「ワタシガウソデス（私がウソです）」となる）など様々である。
- ごくまれに正解が2つ存在する場合もあり、この場合はいずれか一方を答えていれば正解扱いとした（出題時には正解が2つあることを明かしていない）。
- ジャイアント馬場は4分割の枠を書いて選択肢の位置に合わせて丸をつける方法で解答することが度々あり[注 23]、不正解の場合フリップを回して正解にしようとすることがあった（不正行為とみなされるため当然、正解とは認められない）。
- 山城が一日店長として司会を担当した1993年2月24日放送分では「ヤマシーのウソつき4択」として出題された[注 24]。
- なお、当コーナー開始時には女性コーラスによる「♪うそっ、うそ、うそ、いっつみぃー」というコールが流れたが、これは数パターン存在した。

「ホンモノいくつ!?クイズ」と入れ替わる形で、通常放送では1993年9月29日放送分で、番組対抗特番では同年3月31日放送の『春は人気番組でSHOW by ショーバイ世界まる見えマジカル頭脳で笑ってヨロシクどんなMONだい?!』で、特番では同年10月13日放送の『クイズ秋本番SHOW by ショーバイ!!』で終了。その後、1994年10月5日放送の『秋は人気番組で!!SHOW by ショーバイ世界まる見えマジカル頭脳で笑ってヨロシク特ホウ王国』で1度だけ復活した。

#### ホンモノいくつ!?クイズ（いっつみいのホンモノいくつ!?クイズ）
1993年10月6日放送の『秋は人気番組で!!SHOW by ショーバイ世界まる見えマジカル頭脳で笑ってヨロシクどんなMONだい?!』から登場した「いっつみいのウソつき4択」の改訂版。翌週の10月13日に放送された『クイズ秋本番SHOW by ショーバイ!!』にも登場し、レギュラー回では10月20日放送分から「いっつみいのウソつき4択」に代わるラストクイズとなった。
- 初登場時の名称は「いっつみいのホンモノいくつ!?クイズ」であったが、逸見が降板してからの登場であり、逸見によって出題されたことは無い。1993年11月3日放送分から「いっつみいの」の冠が取れ「ホンモノいくつ!?クイズ」に改題。

世界の4つの商売のうち、実在するホンモノの商売は一体いくつあるのか、その数を当てるというクイズ。それぞれどれがホンモノかウソかが分からなくても、数さえ合っていれば正解扱いとなる。
1993年10月27日放送分から、4つの商売それぞれにホンモノなら○、ウソなら×と書き入れる部分が加わる。数は正解だが○×の詳細は誤っていた場合はラストスロットを1回、数だけでなく○×の詳細も正解ならばラストスロットを2回叩くことができる。ホンモノの数が0、または4つすべての場合もあり、その場合の正解者は必然的に2回叩く事になる。2回目のラストスロットの掛け声は、「ダブル・スロット!」
途中からシンキングタイム前に前回までの正解（ホンモノの数のみ）を表にして掲示するようになり、その傾向を数を予想するヒントになるかのように紹介していた。
「スーパージャックポットクイズ」がラストクイズとして復活し、それと入れ替わる形で1994年7月6日放送分をもって終了。

#### スーパージャックポットクイズ（SUPER JACKPOT QUIZ）
1994年3月16日放送の『クイズ世界はSHOW by ショーバイ!!新装開店スペシャル』から登場。一旦休止後、同年7月13日放送分からラストクイズとして復活。最終回までラストクイズとして登場した。
「スーパージャックポットマシーン」という金額を計数しながら硬貨を放出する機械を使い、週によって様々な器の中に、一種類の硬貨を目一杯入れ、その中にいくら入っているかを当てるクイズ。ヒントとして、序盤は放出される金額の合計がデジタルで表示されるが、途中で各桁のシャッターが下りてデジタルが隠される。硬貨の放出は福澤が「スーパージャックポットマシーン、GO！」と言ってからレバーを引いて放出、レバーを戻して放出を止める。器から溢れて外に落ちた硬貨は、器の中に戻す。正解発表は福澤が各桁のボタンを押し、シャッターを上げて数字を発表する。正解発表の際、福澤が「オープン ザ・まーん（万）!」などと絶叫しながら発表するのが名物であった。
- 当初はラストクイズの一つ前に出題され、百万の位から百の位まで全ての桁の数字を予想する。ピタリ賞であれば200萬獲得、誤差が前後1万円以内[注 29]であれば100萬、いずれもいない場合は、一番金額の近い人がスーパーミリオンスロットで出たショーバイマネーを獲得できる。逆に最も遠い人は破産（売り上げがマイナスの場合はそのまま）。
  - 1994年3月16日放送回（スーパージャックポットクイズ登場初回）ではミリオンスロットは使用せず、ピタリ正解すれば100萬、ピタリがいない場合は一番近い人が他の解答者から40萬横取りできる権利を得た。一番遠い人は破産。
  - 1994年5月25日放送回のみ出題時に「ギャンブルチャンス」のサブタイトルが付いており、番組中盤に出題された。ミリオンスロットは使用せず、一番近い金額の人の売り上げが倍になり[注 30]、一番遠い人は破産[注 31]というルールで行われた。この回をもってスーパージャックポットクイズは一時終了、ラストクイズとして復活するまで出題されなくなる。
- 1994年7月13日放送分からはラストクイズとして出題。ペア戦移行前の時期にラストクイズとして出題された回では、正解に近い一人がラストスロットに挑戦した。なお、正解から一番遠い人は破産となったが、放送上はそのルールの説明がなく、破産の処理もカットされていた（当該パネラーの得点板の売り上げが0になっているが、0に戻されるシーンをカット）。
- 解答者が2人1組のペア制になってからは、それまでに獲得したショーバイマネーと同額の純金を賭けたクイズとなった。最初の2週（番組タイトルが『クイズ世界は…』の頃）は、売り上げNo.1のペアだけが挑戦し、正解との誤差が1万円以内であればそれまでのショーバイマネーと同額の純金を獲得。さらにピタリ賞であれば、器に入った硬貨も器ごと獲得。不正解でもゴールドバーを獲得できた。
- 1994年10月19日放送回（『新装開店!』にタイトル変更後）からは、それまでの順位に関係なく全員参加の個人戦となり、さらに上3桁だけ答えるルールになった（上3桁より下の桁は、あらかじめ公表している。スペシャル数回と最終回では一番上の1桁も公表した）。3桁の数字をすべて正解すれば、それまでの順位にかかわらずその人の所属ペアを優勝扱いとし、ショーバイマネーと同額の純金に加え、器に入った硬貨を器ごと獲得。全員不正解の場合は、売り上げNo.1のペアがゴールドバーを獲得（同点の場合は複数名）。『新装開店2』以降の個人戦でもこのルールで行い、ピタリ的中者がいなければ売り上げNo.1のパネラーがゴールドバーを獲得。
- なお、『クイズ世界は』時代の一番正解に近い金額を書いた解答者にミリオンスロットの金額が与えられるルールの頃にも、ピタリ正解ならばショーバイマネー200萬獲得と共に器に入った硬貨を器ごと獲得できると福澤が説明したことがあるが、放送上でこのルールのアナウンスが流れたのは1回のみで、このルールがいつ作られていつまで有効だったのかは不明。すべての桁を答えさせるルールの頃にピタリ正解が出た例は無かった。

なお、1996年9月25日に放送された最終回スペシャルの翌日に放送された『秋は超人気番組大集合!!マジカル頭脳まる見え笑ってコラえてバラ珍特ホウ王国ウリナリもヒッパレ!!』では、「スーパージャックポットクイズ」と同じ要領で人の体重の合計を当てる「体重ピタリ当てましょう」と題したクイズがラストクイズとして出題され、1997年秋まで3回に渡って続けられた。

### 早押しクイズ
1990年1月3日放送の『クイズ正月はSHOW by ショーバイ!!』から登場。通常放送では1990年4月25日放送分から登場し、一躍番組の看板クイズとなった。
最も多く出題された「何を作っているのでしょうか?」は、ある製品の製造工程をVTRにまとめ、その製品が何かを当てる。扱われた製品は「耳かき」「野球ボール」などから「東京ドーム」「スペースシャトル」まで多岐にわたり、大がかりな工業製品からハンドメイドの物まで多種多様であった。工場見学番組（クイズ）の先駆けとされている。1991年12月25日放送の『クイズ年末はSHOW by ショーバイ!!』では当時発売されていた番組のボードゲームの製作工程から出題された。
クイズの出題内容は他に、VTRに登場する人の職業を当てる「何の職業でしょうか?」、ある学校の授業風景を紹介し、何を教えているかを当てる「何の学校でしょうか?」、見慣れない道具の使い方を当てる「何の道具でしょうか?」など、様々なバリエーションがあった。いずれの場合も、レギュラー放送時は原則としてその回のテーマに因んだものから出題されていた。
- 1回お手つきをすると解答者席には正面から見て左側に「×」の札が1つ出る。開始当初はお手つきは1回のみ許容されるが、2回お手つきをした解答者は失格になって解答権を失い、起立をしなければならない。コーナー開始数ヶ月後にお手つきは2回までを許容範囲とし、3回目のお手つきで失格になるというルールに緩和された（3回目の「×」の札は1993年7月14日放送分から導入された）。
  - 特番の団体戦早押しでは、当初は解答権は1人1回のみ（1回のお手つきで失格）、後に1人2回のお手つきで失格。1993年秋以降の特番および『スーパークイズスペシャル』では1回休み（その際、「一回休み」の札が出る）。
- 使用されるBGMはオペラ『カルメン』の第1幕への前奏曲（前半）。

当初は解答の後にVTRを再開する際には、司会者は「VTRの続きをどうぞ」などと言っていたが、後に逸見&渡辺（福澤&渡辺）の司会者2人が出題内容に合わせて「何を作ってるんでしょーか!」などと掛け声を発するようになり、番組の名物となった。
なお、「何を作っているのでしょうか?」がコーナー名、クイズのタイトルであるかのように扱われることが多いが、導入当初からコーナー名としては「早押しクイズ」と呼ばれるのみで、「何を作ってるのでしょうか?」はあくまでも早押しクイズのコーナーにおいて最も多く出題されたパターンであるというだけで、クイズのタイトルとしては使用されていない。早押しコーナーの問題内容は不定だったため、逸見は各問題の出題前に必ず「何を作っているのか当てて頂きます」「何の職業か当てて頂きます」などと説明していた。
1994年10月5日放送の『秋は人気番組で!!SHOW by ショーバイ世界まる見えマジカル頭脳で笑ってヨロシク特ホウ王国』で一旦終了し、番組名が『新装開店!SHOW by ショーバイ!!』になってからはこの形式の早押しクイズは出題されなかったが、再び番組名が変わり『新装開店!SHOW by ショーバイ2』となった1996年4月24日放送分から製品の製造過程からの出題に限った「新・何を作っているのでしょうか?」として復活した（お手つきは一回休み）。

#### オープニング早押しクイズ
1992年2月19日放送分から登場。通常の早押しクイズは問題開始前にミリオンスロットを回してショーバイマネーを決定するが、この問題はVTRが流れている間はスロットが回転し続け、早押しボタンを押すと同時にスロットも停止し、その解答時だけのショーバイマネーが決定される。不正解だとスロットは再び回転を始める。
掛け声は「オープニング、スロット!」。この一言で解答者全員のミリオンスロットが一斉に回転を始め、その状態のままVTRスタートとなる。

#### V.S.O.P.早押しクイズ
1992年7月8日放送分から登場した「オープニング早押しクイズ」の続編（V.S.O.P.は「バーサスオープニング」の略）。6人の解答者を赤チームと青チームに分けておこなう団体戦。
出題前のミリオンスロットを回してショーバイマネーを決定する際、得点板に併設されている赤と青のランプがスロットの目が一コマ動く毎に交互に点滅し、スロットを止めると赤と青ランプのどちらかが止まって点灯し、赤チームと青チームに分けられる。正解すると、正解した解答者のショーバイマネーが正解者だけでなく、同じチームの解答者全員に入る。つまり、なにも解答しなくても運だけで最高50萬まで獲得できることになる。チームは解答者のスロット停止のタイミングで決まるため、必ずしも赤チームと青チームが3対3になるとは限らず、4対2、稀に5対1となるケースもあった。
掛け声は「V.S.O.P.スロット!」（クイズ登場当初は、先述の「オープニング早押しクイズ」と同様、「オープニング、スロット!」と掛け声をしていた）。
福澤の2代目司会者就任に伴うリニューアルに合わせ、1994年3月9日放送分で終了。翌3月16日放送の『新装開店スペシャル』から、オープニングクイズは正解者1人に対してのみショーバイマネーが与えられる普通の早押し形式の問題となった。

#### モグラたたき早押しクイズ
1992年7月15日放送分から登場。VTR出題中、解答席前の早押しランプが一定のテンポで規則的に1個ずつ点灯し続け、ランプが自分の席の前に来たときに早押しボタンを押し、ランプを止めて解答権を得る。不正解後の出題再開時は、早押しランプの点灯パターンが変わる。VTRが進むにつれ、早押しランプの点灯テンポが速くなっていく。問題出題時は画面が横に2分割され、上半分は出題VTR、下半分は早押しランプが点灯する解答席と解答者が映された。
タイミング良く早押しボタンを押さないとランプは止まらず、いつ解答権を得られるか分からないため、解答者はボタンを連打することになる。初回の放送では出演者の手が腫れたり、山城新伍の腕時計のガラスが割れるなどのハプニングが発生したため、翌7月22日放送分からは手が痛くならないようにと、高田純次が妻のお手製のミトンの手袋を解答者に差し入れし、手袋をはめてボタンを押した。このミトンの手袋は番組が買い取り、クイズ開始時にアシスタントが解答者に配る様になった。1993年10月20日放送分で終了。

#### チェックポイント早押しクイズ
1994年4月13日放送分から登場。何を作っているかを当てる形式だが、VTRの途中に「チェックポイント」として映像が数秒間止まる箇所が設けられた。
- それまで特別な名前のなかった早押しクイズがこの「チェックポイント早押しクイズ」に改められたことにより、レギュラー回でそれまでのような特別なコーナー名がない早押しクイズが消滅した。
- 出題時のBGMも、『カルメン』をアレンジしたものに改められた。
- 当初はオープニングクイズとして出題。1994年5月11日放送分からは番組後半に出題されるようになる。

#### 謎の道具クイズスペシャル
1994年5月11日放送分から登場。ある道具を見せ、何の道具かを当てる。VTRスタート前に、司会者席の回転ボードを使って道具の写真を見せていた。
- 当初はオープニングクイズとして1問のみ出題。後にオープニングと番組後半の2回出題されるようになり、2回目の出題の際は「謎の道具クイズスペシャル2」と題して出題していた。
- 出題時のBGMは『カルメン』ではなく、独自のおどろおどろしいBGMが使用された。
- 番組名が『新装開店!』にリニューアルしてからも継続して出題されたが、ミリオンスロットは使用せず、VTRが進むにつれてVTRに表示されている金額が減り、正解した時点で表示されている金額のショーバイマネーを獲得する形式となり、お手付きも1回休みに改められた。

### その他の早押しクイズ

#### みんなの中に私はいます
逸見降板後の1993年10月13日放送の『クイズ秋本番SHOW by ショーバイ!!』で初登場し、通常放送では10月20日の放送から登場した。このタイトルは、日本テレビ開局40周年のキャッチコピーでもある。集合写真などの複数の人物が写った古い写真の中に後に有名人となる人物がおり、選択肢となる人物毎に番号が振られている。早押しで正解だと思われる番号と有名人を答える。時間が経つにつれてヒントが出され、不正解の人物の番号が消される。
お手つきは特番では1回休みで、通常放送でも10月20日の放送のみお手つき3回で失格だったが、翌週の10月27日の放送からは1回休みとなった。得点は『クイズ世界は…』時代はミリオンスロットで出た金額、『新装開店!』時代前期がこれまでの獲得ショーバイマネーが2倍、『新装開店!』時代後期、『新装開店2』時代が100萬獲得と変わっていった。
VTRへ移る掛け声は、開始当初「誰が写っているのでしょうか？」だったが、『新装開店!』以降は「みんなの中に、誰がいる？」に変更された。

#### ダブルチャレンジクイズ
1994年5月11日放送分から登場。それまで筆記問題で出題していたような内容の問題を早押し形式で解答させる。まずVTR冒頭で問題を出した後に、続けて早押しスタート。VTRが進行するごとにヒントが増えていく。解答権は1人2回。但し、途中で解答をしても司会者はその答えが正解か不正解かは一切発表しない。なので仮に解答者から正解である答えが出てもそこで問題は打ち切らず、VTRが終了するまで解答者は自由にそれまでに出た答えと別の答えを出して行く。出題VTRが終了した後に解答者から出た答えを改めて確認し、正解VTRを流して答え合わせをする。
1994年7月6日放送分から「ダブルチャレンジ穴うめクイズ」に改題、提示された文章（「これは[？]をする商売」などといった形）の空欄に入る言葉を解答するようになったが、基本的な形式は同じ。
ペア戦になってからはダブルチャレンジの制度を排して「早押し穴うめクイズ」として、お手付き1回休み、正解が出た時点でクイズ終了の形式に変更された。

#### 商売（珍）エピソードクイズ
1994年6月8日放送分から登場。（珍）の本来の表記は「珍」の字を〇で囲んだもので、「マル珍」と読む。商売における変わったエピソードから出題、一体どんなエピソードかを当てる。まずVTRで問題を出した後に早押しスタート。早押しの間はVTRを一切使用せず、解答者と司会の福澤のやりとりのみで進行。正解が出たら改めて正解VTRを流す。お手付きは1回休み。
- このコーナー用のエピソードを視聴者からも募集していた。採用されればゴールドバーをプレゼント。
- それまで番組内のナレーションは基本的に立川志の輔とMIKIKOのみが担当していたが、このコーナーのVTRのみを担当する専門のナレーターとして乱一生が起用された。乱は後に『新装開店!』以降、様々なコーナーのナレーションを担当するようになる。
- 『新装開店!』以降はこのクイズの他にも、「世界のスゴ技達人クイズ」「世界の三面記事クイズ」など、VTRを使わずに司会者とのやりとりのみで進行する同様の形式のクイズが多く作られ、番組のメインの形式の一つとなった。

#### ドリームジャンボクイズ
1994年11月9日放送分から登場。1995年1月25日放送分までは、徐々にヒントが現れるVTRを使って早押しを実施する方式。当初、1人3回お手つきで失格だったが、200萬統一後はお手つきをすると1回休みとなる。
登場当初から同年12月14日放送分までは200萬から下がっていく方式（早く正解するほど高得点）だったが、同年12月28日放送の『新装開店!SHOW by ショーバイ!!紅白対抗年末大繁盛スペシャル』から翌1995年1月25日放送分までは20萬から300萬まで上昇していく方式（遅く正解するほど高得点）だった。同年2月1日放送分から6月7日放送分までは正解すると200萬に統一された。

### 各種特番のみで出題されたクイズ

#### 世界のアナウンサー早押しクイズ
1990年10月10日放送の『クイズ10月はSHOW by ショーバイ!!』から登場した特番のみで行われたクイズ。世界のアナウンサーが、慣れない日本語で何と言っているのかを当てる。逸見チームvs.山城チーム対抗戦特番ではお手つきなし、番組対抗特番ではお手つきは一回休み。「頭金5万でマンション購入」「大ケガだ、赤チン ポチに塗らなくちゃ」など、明らかに下ネタを狙った出題や、「ビールと栗金団」（ビル・クリントン）「鼻高々の勝った貴花田」「割れ鍋にドジなブタ」（割れ鍋に綴じ蓋）のように別の語彙に聞こえるひっかけ問題もあった。1994年10月12日放送の『クイズ秋本番SHOW by ショーバイ!!』で終了。
- 同様に言葉を当てる形式として「世界の先生早押しクイズ（1992年春）」、「観光ガイド早押しクイズ（1992年秋）」、「警官早押しクイズ（1993年秋）」、「世界のホテルマン早押しクイズ（1993年年末）」といった形でも出題された。
- 1991年春の回では4問の出題ですべて逸見チームが制し、そのうちの3問はすべて明石家さんまが正解を果たした。
- 1992年春の回では、明石家さんまが解答者としてスタジオ出演できなかった代わりにこのクイズのVTR中に登場しており、「サンマ帝国のサンマ・アカシヤ先生」などに扮し故意にたどたどしい日本語を喋った。
- 2012年元日の『嵐にしやがれ』スペシャルでは、「何と言ってるのでしょうか?」というタイトルで、日本に在住する外国人が喋ったフレーズを当てる形式で登場した（お手つきのペナルティはなく、正解が出るまで1人何回でも解答できた）。
- VTRへ移る掛け声は「何と言っているのでしょうか？」。

#### 個人戦早押しクイズ
ゲスト司会者（立川志の輔、福留功男、2代目司会者に就任する前の福澤朗など）の進行で、1対1（場合によっては2対2）で早押しクイズ対決（お手つきなどのペナルティは無し）。基本的に6-7問出題され、3問目および6・7問目が終了した時点で両チームのうちの1人がミリオンスロットに挑戦し、出た金額×チームの正解者数の金額がチームに加算された。
最終戦は決まって逸見（福澤）対山城のキャプテン対決（ゲスト司会者がいない場合は、その問題のみ渡辺・山瀬が司会を担当）。

#### ウソつきボーナスチャンス
1992年12月30日放送の『クイズ年末はSHOW by ショーバイ!!』のみ登場。出題した商売が本当にあるか否か、「本当」・「ウソ」の札を挙げて答える。3問連続で出題し、1問でも間違えたら失格。3問とも正解した人数×ミリオンスロットの金額がチームの得点となる。
この回の特番は「早押しスペシャル」と銘打たれており、書き問題が一切出題されなかったが、書き問題に代わりこのコーナーが用意された。

#### 何を壊したのでしょうか?・何を爆破したのでしょうか?・何を溶かしたのでしょうか?
1994年3月30日放送と同年10月5日放送の番組対抗特番での一軍席決め早押しにおいてのみ出題された。ある物を壊したり、溶かしたり、爆破したりした様子を撮影した映像を逆再生し、その物は何であるかを当てる。ショーバイのレギュラー放送では行われなかった番組対抗特番独自のクイズであり、この問題はショーバイの司会である渡辺ではなく所ジョージが中心になって進行していた。

### 選択式クイズ

#### 順金クイズ
1993年4月7日放送の『クイズ春満開SHOW by ショーバイ!!』から登場（初登場時のタイトルは「値段クイズ」であった）。通常放送では、1993年7月14日放送分から登場した。世界のある国における様々な商品の値段や費用などを指定されたとおりに当てるクイズ。
- 通常放送においては、導入当初から1993年9月29日放送分までは、提示された3つの商品を高い順に並べるというものであったが、逸見降板後の同年10月20日放送分からは1番高いものと1番安いものを当てるという内容に変更された。正解者には各解答席にあるミリオンスロットによって決めたショーバイマネーが与えられた（1つしか当たってない場合は与えられない）。
- 特番においてはルールが異なり、7個(5個)程度の商品が提示され、それを一人ずつ指定。予め、値段の高い商品順に金額の高いショーバイマネーが割り当てられており、指定した人はそのショーバイマネーを獲得できる。割り当てられるショーバイマネーは問題によって異なるが、対抗戦特番・1問目は一番高い品を選べば50萬、一番安い品を選べば5萬。対抗戦特番・2問目とスーパークイズスペシャルでは一番高い品を選べば100萬、一番安い品を選べば破産。それ以外は順位に応じてのショーバイマネーが加算。

#### ギャンブルチャンス
1994年3月16日放送分から登場。順金クイズの改訂版。3つの品物や費用の中から1つを選び、最も高いものを選んでいればこれまでのショーバイマネーが2倍（マイナスの場合は0に戻る）、2番目に高いものならそのまま、最も低いものだと破産（マイナスの場合はそのまま）になる。1994年5月11日放送分で終了。

#### 実験クイズ
1993年12月29日放送の『クイズ年末はSHOW by ショーバイ!!』で初登場し、通常放送では翌1994年5月25日放送分から登場。2つ(3つ)の商品を作ってどれが1番多く(早く)売れるのかを予想する。

#### 迷って選んで3択クイズ
1994年7月6日放送分から登場した「実験クイズ」の改訂版。「いっつみいのウソつき4択」の3択バージョンや実験クイズなどを出題する3択クイズ。このクイズに正解すると、同年9月14日の放送までは解答席のミリオンスロットの出目、9月28日以降は福澤や久本が代表で司会者席のスロットを止めて、出た金額を獲得（正解した全ペアに同じ金額が与えられる）となる。1995年2月1日放送分をもって終了。

#### 世界年齢順クイズ
1994年9月28日放送分から登場。6人が提示され、それを一人ずつ指定。年齢の高い順にショーバイマネーが割り当てられており、指定した人はショーバイマネーを獲得。年齢が一番高いと100萬（1994年末の2時間半スペシャルにおける2回戦は200萬）、若いと破産（1994年末の2時間半スペシャルにおける1回戦は5萬）となる。

#### ニューハーフは誰だ!?クイズ
1995年2月8日放送分から登場。
VTRで紹介する6人の中からニューハーフを当てるクイズ。
当初は「世界年齢順クイズ」と同様に各ペアに1人指名。「ニューハーフ」を選べば50萬、「女性」を選んでしまうとマイナス50萬。
その後、同年3月1日の放送分から各ペア3人ずつ選ぶ。得点は上記と同じだが、（ニューハーフを当てた人数ー女性を選んだ人数）×50萬=得点の割合だった。
同年10月18日放送分から女性を選んだ場合のマイナスが廃止。ニューハーフを当てた人数×50萬が加算した。

#### ニューハーフはダメよ!クイズ
1994年12月の「年末大繁盛スペシャル」のみ登場。
VTRで紹介する8人の中から女性を当てるクイズ。
各チーム4人を指名し、「世界年齢順クイズ」と同様に1人指名。「女性」を選べば100萬、ただし、「ニューハーフ」を選んでしまうとマイナス100萬。
得点の低いチームから指名し、どちらか4人出た時点で打ち切りとなる。

#### 男は誰だ!?クイズ
1995年11月8日放送分から登場。1996年1月31日放送分で終了。
前述の「ニューハーフは誰だ!?クイズ」と同様に、6人の中から男性3人を当てるクイズ。パネラーは3人ずつ選ぶ。男性を当てた人数×50萬が加算した。

#### クイズ 男か?女か?
1995年春・秋の対抗戦のみ実施。
VTRで紹介する6人を紹介。1番から順に解答。正解すれば50萬、間違うとマイナス50萬。

#### 売れっ子ヌードモデルを探せ!!
1994年12月28日放送の『新装開店!SHOW by ショーバイ!!紅白対抗年末大繁盛スペシャル』から登場。通常放送では1995年2月8日放送分から登場した。VTRに登場した海外の複数の女性の中から、本物のヌードモデルは誰かを当てるというクイズ。正解発表は、本物のヌードモデルが服を脱ぐ形で行っていた（当時は地上波のゴールデンタイムの放送で普通に乳首を出していた）。番組最終回には6択スペシャルバージョンとして復活、ニセモノのヌードモデルを探すという逆のパターンとして行われた（つまり正解以外はすべて本物のヌードモデルで、5人脱ぐ）。
BGMはイギリスの女性アイドルデュオ・シャンプー (アイドルグループ)の「トラブル」

#### ギャンブルタイム
1995年11月8日放送分から登場。様々な形式の2択クイズに答えていく。これまでに登場したクイズ（ウソつき4択、実験クイズなど）を2択クイズ化したものや、パネラーや司会者の中から2人が選ばれてゲーム対決を行い、どちらが勝利するか予想する問題があった。
当初は、1問正解で10萬、以降正解する度に、20萬、40萬…と倍増していき（間違えたら0萬に戻る）、コーナー終了時点の金額が加算されるというルールであったが、後にコーナーの初めは、正解で10萬獲得、不正解でマイナス10萬。そしてコーナーが進むに連れて増減額が上がっていき、終盤では正解200萬、不正解マイナス200萬まで上がった（末期は全問、正解100萬、不正解マイナス100萬で固定）。

### 常識クイズ

#### 席決めカルタ
1994年9月28日放送分から開始された、チーム&解答席決めのオープニングクイズ。回転する台にちりばめられた札の中から、福澤が読み上げる問題の答えが書いてある札をカルタ取りの要領でいち早く取る。
- お手つきは1回休み（次の問題の解答権を失う）。
- 正解した人から順番に1枠から解答席に座っていく。
- 各枠の定員は2名で、さらに1枠に近いほど、あらかじめ多くのショーバイマネーが入った状態でクイズをはじめることができる。
  - 1枠→50萬、2枠→30萬、3枠→20萬、4枠→10萬、5枠→0萬。

#### ダッシュ早押しクイズ
1996年3月21日放送の『春は超人気番組大集合!!マジカル頭脳まる見え特ホウ王国ショーバイ笑ってヨロシクバラ珍ウリナリもヒッパレ!!』で初登場。同年4月10日からは通常放送でも開始された。4人による対戦形式。天の声が問題を読み上げた後、分かった人は早押しテーブルまで走って、ボタンを押して解答権を得てから答える。正解なら1ポイント獲得。ポイントを獲得するたびにテーブルとの距離が離され、走らされる距離が伸びる。4ポイント先取した人が優勝で、100萬獲得。

#### フリフリ早押しクイズ
1996年4月10日放送分から登場。4人による対戦形式。天の声が問題を読み上げた後、分かった人は腰を20回振って解答権を得る。腰には「フリフリベルト」と呼ばれるものが装着されており、そのベルトによって腰振りの回数がカウントされる仕組み。正解なら1ポイント獲得。不正解の場合、2番目に20回振った人に解答権が移動。その人も不正解だった場合は、全員その問題の解答権を失う。4ポイント先取した人が優勝で、100萬獲得。
番組終了後から1998年春までは、『スーパークイズスペシャル』用の企画としてこのクイズが行われていた。

#### モグラたたきクイズ!!
1996年6月19日放送分から登場。天の声が問題を読み上げた後、超高速でアトランダムに赤く点灯するモグラボタンを手持ちのハンマーで叩き、モグラランプが赤く光っているときに叩き、ランプを止めて解答権を得る。モグラのランプの移動する速度は、モグラを叩いている解答者が多いほど高速で動く。
番組終了後から1998年秋までは、『スーパークイズスペシャル』用の企画としてこのクイズが行われていた。

## 歴代オープニング映像
番組タイトルの変更並びに放送時期によりオープニングのアニメーション映像が複数パターン存在する。いずれのアニメーションにもミリオンスロットの50萬、5萬の出目に使用されているキャラクターが登場する。
- 第1期：1988年10月12日 - 1989年5月10日
夜の街をバックに50萬のキャラが登場し「クイズ世界はSHOW by ショーバイ!!」のロゴが形成される。この映像はオープニング映像が第2期に移行した際に、エンディングでの提供読みのバック映像及びエンドカードとして使用された（次週が野球中継かJリーグ中継の場合は別の映像に差し替え）。
- 第2期：1989年6月7日 - 1994年3月9日
スタジオの映像をバックにミリオンスロットのSEである「GO!」の掛け声と同時に50萬のキャラが登場し「クイズ世界はSHOW by ショーバイ!!」のロゴが形成される。ロゴが形成される際には逸見の「クイズ世界は」に続いて、逸見・渡辺2人の「SHOW by ショーバイ!!」の掛け声も挿入される。番組史上最も長く使用されたオープニング映像で、逸見が闘病生活に入り、亡くなった後もタイトルコールは使われ続けた。
- 第3期：1994年3月16日 - 1994年9月28日
シアター内で垂れ下がった「クイズ世界はSHOW by ショーバイ!!」のネオンサイン風のロゴが描かれた赤いカーテンへ徐々にズームインしていく。そして福澤の「クイズ世界は」に続いて、福澤・渡辺2人の「SHOW by ショーバイ!!」の掛け声が挿入される。その後カーテンが上がりスタジオの映像に移行する。
- 第4期：1994年10月19日 - 1995年10月11日
スタジオの映像をバックにミリオンスロットのSEである「GO!」の掛け声と同時に50萬と5萬のキャラが登場し「新装開店!SHOW by ショーバイ!!」のロゴが形成される。ロゴが形成される際には福澤の「新装開店!」に続いて、福澤・渡辺2人（1995年1月からは久本を加えた3人）の「SHOW by ショーバイ!!」の掛け声も挿入される。
- 第5期：1995年10月18日 - 1996年9月18日
スタジオの映像をバックに「新装開店!SHOW by ショーバイ2」のロゴが画面中央に固定されたもの。特に大きなアニメーションはなくロゴがフェードアウトすると司会陣がその日のオープニングクイズのタイトルコールを行う。
- 最終回：1996年9月25日
「クイズ世界はSHOW by ショーバイ!!」時代に使用されたロゴの「クイズ世界は」の個所を「8年間ありがとう!」に、5萬のキャラクターの下部に「大感謝スペシャル」という文字をそれぞれ差し替えた、最終回のみで使用された特別バージョンのロゴが画面中央に固定されたもの。タイトルコールは当時ナレーターの羽佐間道夫が担当。

## 歴代エンディングテーマ
- オリジナルテーマ曲（曲名、歌唱者不明）
  - エンディングテーマとして使われなくなった後も、曲の一部がCM前のジングルとして使われていた（福澤が2代目店長に就任してリニューアルしてからは別の曲になっている）。またエンディングテーマが他の曲に変わってからも、しばらくの間は番組最後の提供クレジットの際に別のアレンジバージョンが使われていた。
  - 逸見の追悼特集である『逸見さんに捧げる逸見さんスペシャル』や番組最終回スペシャルでもエンディングテーマとして使われた。
- I wanna be a lucky girl（慶田朱美）
- せつないかもしれない（円谷優子）
- 君にコケコッコー!（B.B.クィーンズ）
- ブルーライト ヨコスカ（Mi-Ke）
- 男と女のクリスマス（日野美歌&青山修二）※冬季限定
- 悲しきテディボーイ（Mi-Ke）
- 恋のキュート・ビート（SUPER MONKEY'S）※夏季限定
- Pink Christmas（Mi-Ke）
- 明日への誓い（ポール・マッカートニー）
- 雨のはれまに…（ジャネット・ジャクソン）
  - この曲はエンディングテーマ曲に起用された時点でタイトル（邦題）が決まっておらず、番組内の企画で視聴者によるタイトルの一般公募が行われた。
- いますぐ夏へ連れ去って…（Beaches）
- 背中に投げKISS（橋村芽利加）
- 素敵なマーナ（モダンチョキチョキズ）
- MOON STRUCK（KIX・S）
- ドラマティックに-90DREAMS-（シャ乱Q）
- 陽のあたる場所（小比類巻かほる）

## 番組内で使用されていたBGMおよび効果音
- 筆記問題のシンキングタイム時に使用されていたBGM
  - Hanna Hanna（CHINA CRISIS）
- ミリオンスロットの回転時に使用されていたBGM
  - get up and go（GO-GO'S） - 1994年3月16日の「新装開店スペシャル」からは少し手を加えてアレンジしている。また、「順金クイズ」の際のシンキングタイムでも、スロット回転時とは別のイントロ部分がBGMとして使用された。
- 横取り40萬が出たときの効果音
  - パロディウスだ! 〜神話からお笑いへ〜のルーレットカプセル収得音（コナミ制作のアーケードゲーム）
- 正解発表時に使用されていたBGM
  - NIGHT FLIGHT（村松健「スティル・ライフ・ドーナッツ」に収録）
- 早押しクイズのVTR中に使用されていたBGM
  - カルメン第1曲第1幕への前奏曲。なお特番時（主に1991年～1993年頃）の一部問題と提供表示時、クイズスーパースペシャル（1991春～1995春）の提供表示時にはクライズラー&カンパニーのバージョンが使用されていた。新・何を作っているのでしょうか?ではクシコス・ポストを使用｡
- 早押しクイズのお手つき失格者起立の効果音
  - パロディウスだ! 〜神話からお笑いへ〜の効果音アラカルトに収録
- 場面の切り替わりや4択クイズの解答説明の際の効果音
  - Ys（日本ファルコム制作のコンピュータRPG）
- 新・何を作っているのでしょうか?の正解発表時のBGM
  - 雨のメリーゴーランド（おニャン子クラブ「SIDE LINE」に収録）

## ネット局
系列は放送終了時（1996年9月）のもの。
| 放送対象地域   | 放送局                    | 系列                          | ネット形態             | 備考                 |
| -------------- | ------------------------- | ----------------------------- | ---------------------- | -------------------- |
| 関東広域圏     | 日本テレビ（NTV）         | 日本テレビ系列                | 制作局                 |                      |
| 北海道         | 札幌テレビ（STV）         | 日本テレビ系列                | 同時ネット             |                      |
| 青森県         | 青森放送（RAB）           | 日本テレビ系列                | 同時ネット             | [ 注 36 ]            |
| 岩手県         | テレビ岩手（TVI）         | 日本テレビ系列                | 同時ネット             |                      |
| 宮城県         | ミヤギテレビ（MMT）       | 日本テレビ系列                | 同時ネット             |                      |
| 秋田県         | 秋田放送（ABS）           | 日本テレビ系列                | 同時ネット             |                      |
| 山形県         | 山形放送（YBC）           | 日本テレビ系列                | 同時ネット             | [ 注 37 ]            |
| 福島県         | 福島中央テレビ（FCT）     | 日本テレビ系列                | 同時ネット             |                      |
| 山梨県         | 山梨放送（YBS）           | 日本テレビ系列                | 同時ネット             |                      |
| 新潟県         | テレビ新潟（TNN）         | 日本テレビ系列                | 同時ネット             | 現・TeNY             |
| 長野県         | テレビ信州（TSB）         | 日本テレビ系列                | 不定期放送 →同時ネット | [ 注 38 ] [ 注 39 ]  |
| 静岡県         | 静岡第一テレビ（SDT）     | 日本テレビ系列                | 同時ネット             |                      |
| 富山県         | 北日本放送（KNB）         | 日本テレビ系列                | 同時ネット             |                      |
| 石川県         | 石川テレビ（ITC）         | フジテレビ系列                | 不定期放送             | 1990年3月まで        |
| 石川県         | テレビ金沢（KTK）         | 日本テレビ系列                | 同時ネット             | 1990年4月開局から    |
| 福井県         | 福井放送（FBC）           | 日本テレビ系列                | 同時ネット             | [ 注 40 ]            |
| 中京広域圏     | 中京テレビ（CTV）         | 日本テレビ系列                | 同時ネット             |                      |
| 近畿広域圏     | よみうりテレビ（YTV）     | 日本テレビ系列                | 同時ネット             | 現・ytv 読売テレビ   |
| 鳥取県・島根県 | 日本海テレビ（NKT）       | 日本テレビ系列                | 同時ネット             |                      |
| 広島県         | 広島テレビ（HTV）         | 日本テレビ系列                | 同時ネット             |                      |
| 山口県         | 山口放送（KRY）           | 日本テレビ系列                | 同時ネット             | [ 注 41 ]            |
| 徳島県         | 四国放送（JRT）           | 日本テレビ系列                | 同時ネット             |                      |
| 香川県・岡山県 | 西日本放送（RNC）         | 日本テレビ系列                | 同時ネット             |                      |
| 愛媛県         | 南海放送（RNB）           | 日本テレビ系列                | 同時ネット             |                      |
| 高知県         | 高知放送（RKC）           | 日本テレビ系列                | 同時ネット             |                      |
| 福岡県         | 福岡放送（FBS）           | 日本テレビ系列                | 同時ネット             |                      |
| 長崎県         | テレビ長崎（KTN）         | フジテレビ系列                | 同時ネット →遅れネット | 1991年3月まで        |
| 長崎県         | 長崎国際テレビ（NIB）     | 日本テレビ系列                | 同時ネット             | 1991年4月開局から    |
| 熊本県         | くまもと県民テレビ（KKT） | 日本テレビ系列                | 同時ネット             |                      |
| 大分県         | テレビ大分（TOS）         | 日本テレビ系列 フジテレビ系列 | 遅れネット →同時ネット | [ 注 44 ] [ 注 45 ]  |
| 宮崎県         | 宮崎放送（MRT）           | TBS系列                       | 遅れネット             | [ 注 46 ]            |
| 鹿児島県       | 鹿児島テレビ（KTS）       | フジテレビ系列                | 同時ネット             | 1994年3月16日まで    |
| 鹿児島県       | 鹿児島讀賣テレビ（KYT）   | 日本テレビ系列                | 同時ネット             | 1994年4月開局から    |
| 沖縄県         | 沖縄テレビ（OTV）         | フジテレビ系列                | 不定期放送             |                      |
| 沖縄県         | 琉球放送（RBC）           | TBS系列                       | 遅れネット             | 1992年4月OTVから移行 |

## スタッフ
- ナレーター：立川志の輔（1988年10月 - 1995年3月・海外パートでは男性の吹き替えを兼務）、MIKIKO（南美希子・海外パートでは女性の吹き替えを兼務）、玉川紗己子、乱一世、バッキー木場、羽佐間道夫、藤井恒久（日本テレビアナウンサー、1回のみ）、米森麻美[注 48]（元日本テレビアナウンサー）、小倉淳（当時日本テレビアナウンサー）、水島裕（第1回放送のみ）、団しん也（第1回放送のみ）、松金よね子（第1回放送のみ）、鈴木君枝（のち大杉君枝、当時日本テレビアナウンサー、末期に2回のみ）、垂木勉（末期に1回のみ）、大沢悠里（末期に1回のみ）、
- 協力：JAL、タイトー、住友商事
- プロデューサー：小松原登（番組初期）/小杉善信（1988年10月 - 1994年3月）、吉田真（1994年4月 - 1996年9月）
- チーフプロデューサー：高橋進（1988年10月 - 1990年3月）、篠崎安雄（1990年4月 - 1994年3月、初期はプロデューサー）、渡辺弘（1994年4月 - 1996年9月）
- 企画・総合演出：五味一男（初期はディレクター）
- 演出：菅原正豊、和田隆
- ディレクター：和田隆、水田伸生、李闘士男、雨宮秀彦、磯野太、佐藤浩仁、中村英明、森實陽三ほか
- 海外プロデューサー：石戸康雄、飯田浩、菅原正豊、村松宏、竹村薫ほか
- 国内プロデューサー：和田隆
- 構成：豊村剛、杉江秋典、川崎良、松井尚、浜田悠ほか
- 音楽：小田裕一郎
- 音効：村田好次（佳夢音）
- 編集：東北新社→オムニバス・ジャパン
- タイトル：井上嗣也
- ロケ技術：タワーテレビ、ティ・ピー・ブレーン
- 制作協力：NCV、フルハウスTVP → ハウフルス、オン・エアー、日企、三木プロダクション
- 製作・著作：日本テレビ

## 番組関連グッズ
番組内では視聴者プレゼント用の番組特製テレホンカード（『クイズ世界はSHOW by ショーバイ!!』時代、『新装開店!SHOW by ショーバイ!!』時代）や電卓（『新装開店!SHOW by ショーバイ2』時代）があった。このほか、以下のグッズが制作・発売された。

### 書籍
- 日本テレビ編『クイズ世界はSHOW by ショーバイ!!』（1990年7月20日初版発行・日本テレビ） ISBN 4820390287
- 日本テレビ放送網株式会社著『金儲けの達人』[注 49]（1991年8月初版発行・日本テレビ） ISBN 4820391232

### ボードゲーム
- 『クイズ世界はSHOW by ショーバイ!!』（1991年・タカラ[注 50]）
- 『クイズ世界はSHOW by ショーバイ!!2』（1992年・タカラ[注 50]）

### ゲームソフト

#### コンシューマーゲーム
- 『クイズ世界はSHOW by ショーバイ!!』（1992年・タカラ[注 50]。ゲームボーイソフト） 番組の再現度は高いが、単純にクイズゲームとしての難易度が高く、いわゆる「無理ゲー」の1つに数える文献もある[6]。

#### アーケードゲーム
- 『クイズ世界はSHOW by ショーバイ!!』（1994年・タイトー） 同社が先に発売し、「正答率クリア制」というシステムを導入した『ゆうゆのクイズでGO!GO!』とは異なり、一般的な「ノルマ制＋ライフ制」で進行していく。なお、登場キャラクターは全て架空である。

## 関連番組
- マジカル頭脳パワー!!
- スーパークイズスペシャル
- 平成あっぱれテレビ - 本番組の成功をきっかけにこの番組の企画が動き出した。初期には本番組のスタッフも番組制作に関わっていた。
- どちら様も!!笑ってヨロシク
- クイズ どんなMONだい?!
- 週刊オリラジ経済白書 - 番組の内容、進行方法が『SHOW by ショーバイ!!』に近い作りとなっている。また、金塊が積み上げられたデザインのセットも非常に似ている。偶然にも山瀬まみや高田純次など『SHOW by ショーバイ!!』のレギュラー解答者もパネラーとして参加している。
- 汐留スタイル! - 「何を作っているのでしょうか?」が、当時と同じVTRの作り方で復活した。
- Goro's Bar - 2008年5月8日放送分で『クイズ世界はSHOW by ショーバイ!!』のパロディがあった。
- 有田のヤラシイ… - 企画のひとつに『クイズ SAY by セーバイ』がある（ニセのインタビュー番組で、ゲストを落ち込ませる質問を考えるというもの）。またタイトルをもじっただけではなく、シンキングタイム中に当番組と同じく「Hanna Hanna」を使用している。
- クイズタイムリープ - AI技術と合成により、本番組に現代の出演者が登場し、逸見などと掛け合いながら、当時の解答者と対決する。2024年8月と同年12月、2025年8月に放送された[3][7]。